# محراب سه گال

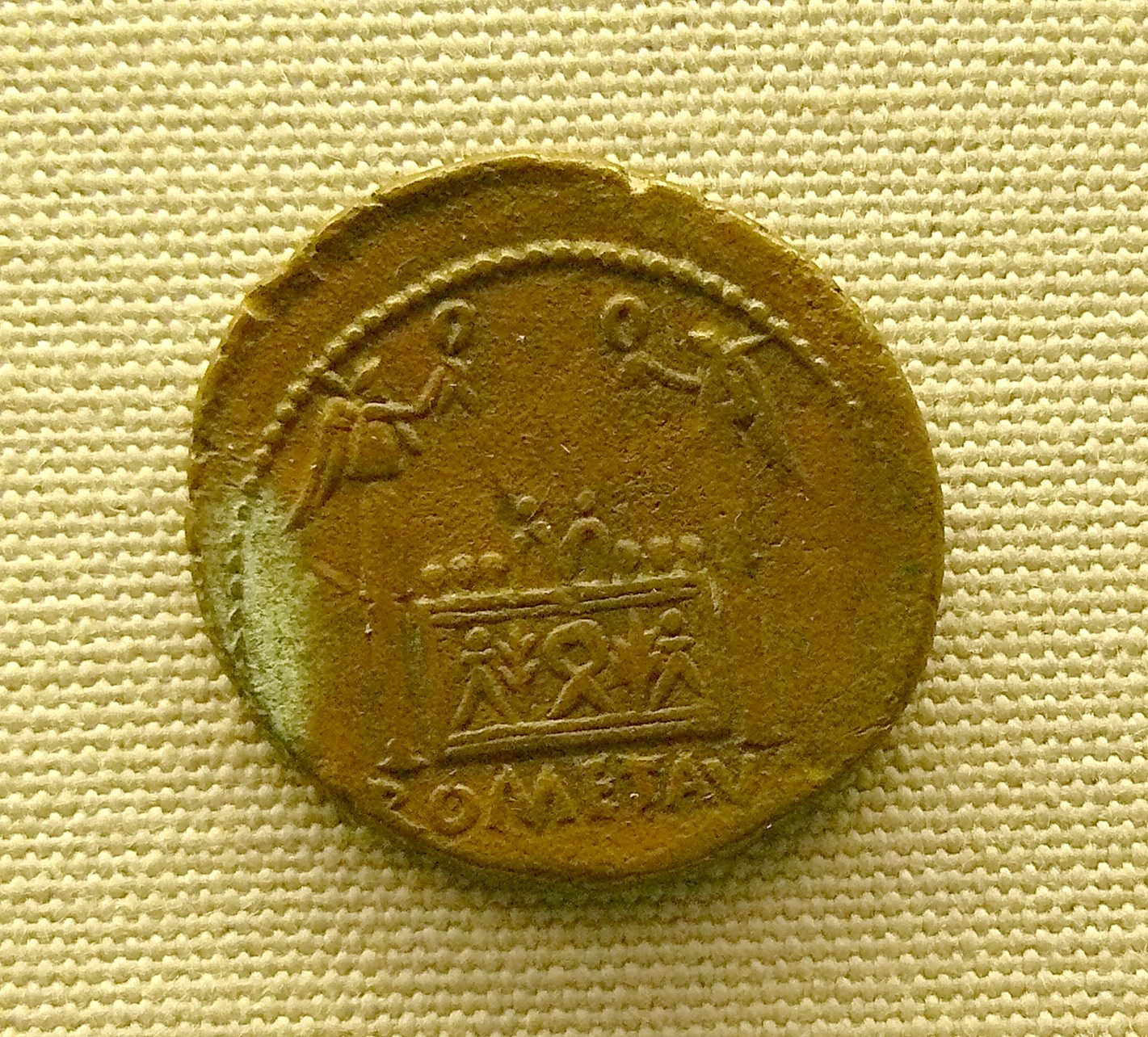
محراب سه گال، بر روی دوپوندیوس که زیر نظر آگوستوس منتشر شده‌است.

محراب سه گال (انگلیسی: Sanctuary of the Three Gauls) ساختار کانونی درون یک مجموعه اداری و مذهبی بود که توسط روم در اواخر قرن اول قبل از میلاد در لوگدونوم (محل لیون مدرن در فرانسه) تأسیس شد.